# 长柄瓜馥木
长柄瓜馥木（学名：Fissistigma oldhamii var. longistipitatum）为番荔枝科瓜馥木属下的一个变种。

## 扩展阅读
- 維基物種上的相關：长柄瓜馥木